# Taeromys hamatus
Taeromys hamatus és una espècie de mamífer rosegador de la família dels múrids. És endèmica del centre de Sulawesi (Indonèsia), on viu a altituds d'entre 1.280 i 2.287 msnm. El seu hàbitat natural són els boscos primaris. Es desconeix si hi ha cap amenaça significativa per a la supervivència d'aquesta espècie. El seu nom específic, hamatus, significa ‘corbada’ en llatí.